# Irina Sidorowa
Irina Jegorowna Sidorowa (ros. Ирина Егоровна Сидорова, ur. 25 września 1962 w Mińsku) – białoruska skoczkini do wody, reprezentantka Związku Radzieckiego, uczestniczka letnich igrzysk olimpijskich, medalistka mistrzostw Europy.
Sidorowa wystąpiła na letnich igrzyskach olimpijskie 1980 odbywających się w Moskwie. W konkurencji trampolina 3 m indywidualnie zajęła 7. miejsce w rywalizacji finałowej z wynikiem 650,265 punktów. Zdobyła srebrny medal podczas mistrzostw Europy 1985 w Sofii w tej samej konkurencji.
Jest sędziną skoków do wody kategorii krajowej na Białorusi.